# Lule braunsi
Lule braunsi är en tvåvingeart som beskrevs av Friedrich Georg Hendel 1914. Lule braunsi ingår i släktet Lule och familjen bredmunsflugor. Inga underarter finns listade i Catalogue of Life.